# 代尔苏姆
代尔苏姆是德国下萨克森州的一个市镇。总面积28.57平方公里，总人口1455人，其中男性759人，女性696人（2011年12月31日），人口密度51人/平方公里。